# ملا محسن فیض کاشانی
محمد بن مرتضی معروف به ملا محسن فیض کاشانی (زادهٔ ۱۰۰۷ در کاشان – درگذشتهٔ ۱۰۹۰ هجری قمری در کاشان) (۹۷۷–۱۰۵۸ هجری شمسی) فقیه، محدث، حکیم، شاعر و عارف شیعه مذهب و در دوره صفوی می زیست وی در اواخر عمر خود توبه نامه و رسالاتی را به رشته تحریر در آورد.. نام او محمد محسن، مشهور به ملا محسن، و تخلص ایشان فیض بوده‌است و در سلوک و عرفان از مشایخ دراویش بوده.از جمله رسالات او در زمینه اخباری و اصولی، سفینة النجاة است.
شیخ ملا محسن فیض کاشانی، داماد اول ملاصدرای شیرازی بوده‌است. فیض کاشانی در فقه و اصول و فلسفه و کلام و علم یقین و تفسیر قرآن و شعر و ادب آثاری ارزشمندی از خود به یادگار گذارده‌است.

## زندگی
شیخ ملا محسن فیض کاشانی در شهر کاشان زاده شد. جدش شاه محمود، پدرش شاه مرتضی و برادرانش محمد معروف به نورالدین و عبدالغفور و فرزندان آنها محمد هادی بن نورالدین و محمد مؤمن عبدالغفور و فرزند خود فیض، محمد ملقب به علم‌الهدی همگی تحصیل و فعالیت در علوم دینی و تصوف و عرفان داشته‌اند.
فیض در قم زندگی می‌کرد اما وقتی که شنید سید ماجد بحرانی وارد شیراز شده به قصد شاگردی او به آنجا رفت و در آن شهر با دختر ملاصدرای شیرازی ازدواج نموده و لقب فیض را نیز از او گرفت.
وفات فیض به سال ۱۰۹۰ هجری قمری اتفاق افتاده و مدفن او در کاشان در مقبره‌ای به نام کرامت یا کرامات واقع است.

## حیات علمی فیض

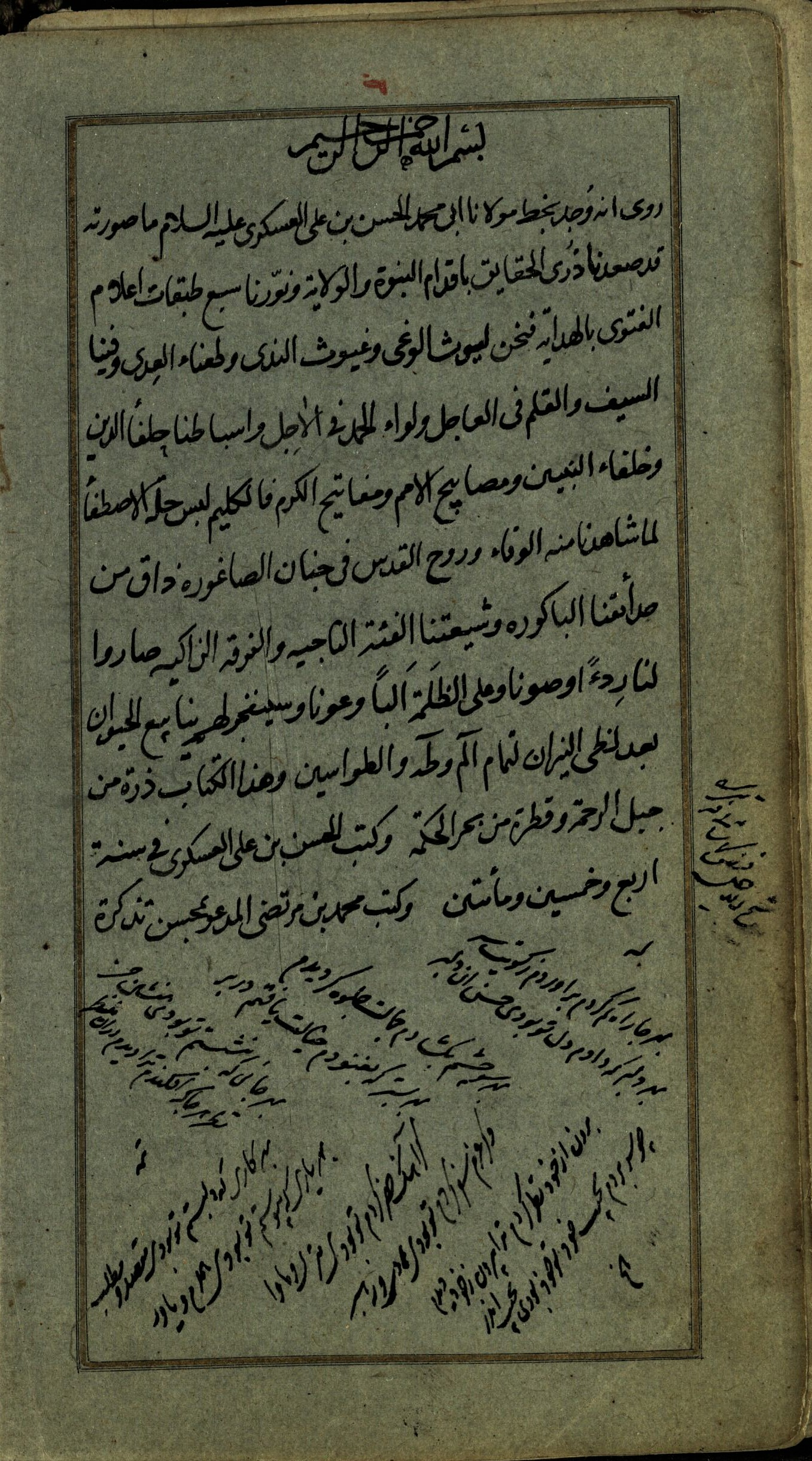
یادداشتی از ملا محسن فیض کاشانی در جُنگ میرزا محمد فیاض سبزواری

فیض بخشی از عمر خود را به مطالعه، تحقیق، پژوهش و نگارش در حوزه فلسفه، کلام، عرفان، اصول و… صرف نمود. با این‌حال، در سال ۱۰۸۳ در رساله الإنصاف ضمن نگاهی نقد گونه بر برخی از نوشته‌های پیشین خود، به انتقاد از متکلّمین، فلاسفه، متصوّفه و من عندیین پرداخت. وی در آغاز رساله مذکور در این باره می‌گوید:
«چنین می‌گوید مهتدی به شاهراه مصطفی محسن بن مرتضی که در عنفوان شباب چون از نفقه در دین و تحصیل بصیرت در اعتقادات و کیفیت عبادات به تعلیم ائمه معصومین (ع) آسودم، چنانچه (چنان‌که) در هیچ مسئله‌ای محتاج به تقلید غیر معصوم نبودم! به خاطر رسید که در تحصیل معرفت اسرار دین و علوم راسخین نیز سعی می‌نمایم، شاید نفس را کمال یابد. لیکن چون عقل را راهی به آن نبود، نفس را در آن پایه ایمان که بود، دری نمی‌گشود، و صبر بر جهالت هم نداشت، و علی‌الدوام مرا رنجه می‌داشت؛ بنابراین چندی در مطالعه مجادلات متکلمین خوض نمودم، و به آلت جهل در ازالت جهل ساعی بودم! طریق مکالمات متفلسفین (مدّعیان فلسفه‌دانی) را نیز پیمودم، و یک یا چند بلندپروازی‌های متصوفه را در اقاویل ایشان دیدم، و یک چند در رعونت (حماقت)های «من عندییّن» گردیدم! تا آنکه گاهی در تلخیص سخنان طوائف اربع (متکلمین، متفلسفین، متصوفه، من عندیین)، کتب و رسائل می‌نوشتم (چند سطر بعد عربی است که خلاصه آن چنین است): بدون این که همه را تصدیق کرده باشم، یا همه را تأیید کنم، بلکه مطالب آنها را نقل کردم، و بر سبیل تمرین مطالبی نوشتم! از مجموع گفتار آنها چیزی که عطش مرا فرونشاند، یا بیماریم را درمان کند نیافتم، تا جایی که بر خویشتن ترسیدم! پس به خدا پناه بردم تا مرا به حقیقت نائل گرداند، و به گفته امیرمؤمنان (ع) که می‌فرماید: خدایا مرا از این که نظرم را در آنچه نهایت آن دیده نمی‌شود، و فکر به آن نمی‌رسد، نگاه دار به درگاه خداوند نالیدم و سرنوشت خود را به ذات مقدّسش سپردم. خدای مهربان نیز به برکت دین پایدارش مرا رهنمون گردید تا در اسرار قرآن مجید و احادیث سرور انبیاء صلوات اللَّه علیهم اجمعین، درست بیندیشم، و بقدر حوصله و درجه ایمانم از قرآن و حدیث چیزها به من آموخت. دلم اطمینان یافت، و وسوسه شیطان را از من دور کرد خدا را شکر که به حقیقت نائل گردیدم.»

## استادان
- محمدتقی مجلسی
- شیخ بهایی
- ابوعلی جمال‌الدین بحرانی
- ملاصدرا

## شاگردان
ابوالحسن شریف فتونی عاملی اصفهانی، نویسنده تفسیر مرآت الانوار و علامه مجلسی صاحب بحارالانوار و سید نعمت‌الله جزایری نویسنده انوارالنعمانیه را از شاگردان فیض کاشانی می‌توان نام برد که از او اجازه روایت داشته‌اند.
فهرست شاگردان وی در ذیل آمده‌است:
1. محمدباقر مجلسی
2. سید نعمت‌الله جزایری
3. ابوالحسن شریف فتونی عاملی اصفهانی
4. محمدمحسن عرفان شیرازی
5. قاضی سعید قمی
6. ملا محمدصادق خضری
7. شمس‌الدین قمی
8. محمد علم‌الهدی (زاده ۱۰۲۹ درگذشته ۱۱۱۵ ق)، فرزند فیض که نویسنده کتاب «معادن الحکمه فی مکاتیب الائمه» است.
9. احمد معین‌الدین (زاده ۱۰۵۶ درگذشته ۱۱۰۷ ق)، فرزند دیگر فیض که او نیز در فقه و حدیث دارای تالیفاتی است.
10. محمد مؤمن، پسر برادر فیض از فقیهان و مدرسان دوران خود بوده‌است.
11. شاه مرتضی دوم، پسر برادر فیض
12. محمدهادی، فرزند شاه مرتضی دوم
13. نورالدین محمد، فرزند دیگر شاه مرتضی دوم
14. ضیاالدین محمد، فرزند حکیم نورالدین، دایی فیض (درگذشته ۱۰۴۷ ق)
15. ملا شاه فضل‌الله، خواهرزاده فیض و فرزند ملامحمد شریف که حدود چهل تألیف در موضوعهای فقه، تفسیر و کلام داشته‌است.
16. ملا علامی، خواهرزاده فیض و فرزند دیگر ملامحمد شریف

## آثار فیض
از فیض ۱۱۶ عنوان کتاب و رساله به یادگار مانده‌است. البته برخی از این آثار، مربوط به فلسفه، تصوّف، فقه، اصول، کلام، … است و فیض از آنچه در این زمینه خوانده و نوشته، اظهار پشیمانی و برائت نموده و آن را بر سبیل تمرین و صرفاً نقل مطلب معرفی کرده‌است.
- صافی
- تفسیر صافی
- المحجه البیضا فی تهذیب الاحیاء

این کتاب در تهذیب و تلخیص کتاب احیا العلوم امام محمد غزالی می‌باشد مطالب این کتاب شامل ارا و نظریات اخلاقی و عرفانی است مرحوم فیض در این کتاب از احادیث شیعه و آرای ایشان بهره برده.
- شوق مهدی

شوق مهدی اثری منظوم از فیض کاشانی و در خطاب به حجت بن الحسن است. خود می‌گوید:

«چنین گوید مؤلف این کلمات و ناظم این ابیات محسن بن مرتضی الملقب به فیض که مرا در عنفوان شباب، شور محبت امام زمان و بقیهٔ خلفای رحمان، قائم عترت و مهدی امت سلام الله علیه و علی آبائه در سر افتاد و شوقی عظیم به لقای کریم او در دل پدید آمد. نه تن را به مقصود راهی و نه جان را از صبر پناهی. به خاطر رسید که کاش کلمه‌ای چند موزون در وصف اشتیاق بودی و مضمونی چند منظوم در شرح فراق رو نمودی تا گاهی به انشاد{=خواندن} آن زنگ غبار از دل زدودی.»
 دیوان «شوق مهدی» را انتشارات انصاریان قم به تصحیح علی دوانی چندین بار منتشر کرده‌است.
- سفینة النجاة[۸]

این کتاب یکی از مهم‌ترین نوشته‌های فیض کاشانی است که محمدرضا دورودیان تفرشی ترجمه کرده‌است و موضوع آن در رد مجتهدان و اصولیین می‌باشد و با استدلال و با شواهد از روایت‌های اهل‌بیت اجتهاد و اجماع را بدعت و ضلالت و خلاف روش فکری شیعیان می‌داند.
در بخش خطبه این کتاب می‌نویسد:

«اجتهاد در احکام شرعیه یعنی استعمال اصول و امارات ظنیه در استنباط آنها و همچنین اخذ به‌اتّفاقِ آرا بدعت نهادن است در دین و از اختراعات اهل سنّت است.»

و در فصل سوم کتاب می‌نویسد:

«و لیت شعری ما حملهم علی ان ترکوا السبیل الذی هدیهم الیه ائمة الهدی و اخذوا سبلا شتی و اتبعوا الآراء و الاهواء کل یدعو الی طریقه و یذود عن الاخری» و کاش می‌دانستم من که چه چیز واداشت ایشان را (مجتهدین شیعه را) اینکه واگذارند راهی را که نموده بودند بایشان آنرا ائمه هدی و بگیرند راه‌های مختلف را و پیروی کنند رأیها و خواهشها را، همگی ایشان (مجتهدین) می‌خواند مردم را به طریقه خود و بازمی‌دارد از طریقه دیگر. «ثمّ ما الذی حمل مقلدیهم علی تقلید هم فی الآراء دون تقلید الائمة علی الطریقة المثلی» سپس کاش می‌دانستم که چه چیز واداشت مقلدین ایشان را که تقلید ایشان کنند در رأیهای ایشان و تقلید نکنند از امامان بر طریقه که درستترین طریقه است.
- علم الیقین
- عین الیقین
- دیوان اشعار (مجموعه اشعار)
- منهاج النجاة

در آنچه که هر مسلمان باید بداند و مایهٔ نجات است.
- خلاصة الاذکار و اطمینان القلوب

کتابی در اذکار و ادعیه
- مفاتیح الشرایع

در علم فقه استدلالی به زبان عربی نوشته شده‌است
- معتصم الشیعه فی احکام الشریعه

کتابی عظیم در فقه استدلالی می‌باشد که تنها بخش صلاه از محموعه کتب ان نوشته شده فیض پس از اتمام بخش صلاه از ادامهٔ این کار منصرف گشته و به تألیف کتابی بسیار ساده‌تر و خلاصه تر به نام مفاتیح الشرایع همت گذاشت تنها بخش صلاه از این مجموعه نزدیک به اندازهٔ کل کتاب مفاتیح الشرایع است.
- شرح الصدر

شامل زندگینامهٔ خودنوشت ایشان تا سن ۵۸ سالگی می‌باشد.
- زاد السالک

رساله‌ای است مختصر در آداب سلوک. محور آن بیست و پنج اقدامی است که سالک طریق حق باید انجام دهد،
- رسالهٔ المحاکمه

رساله المحاکمه یکی از رساله‌هایی نسبتاً مهمی است که برای شناخت آراء و افکار فیض بکار می‌آید، آن گونه که از انتهای رساله بر می‌آید، طوماری از سؤالات به وی نوشته شده و مضموم این سؤالات آن بوده تا فیض دیدگاه‌های خود را دربارهٔ اختلاف فکری مهمی که در جامعه دینی آن روز ایران بوده بیان کند.
- رسالهٔ راه صواب

رساله راه صواب مشتمل بر دوازده سؤال فرضی است که مؤلف مطرح کرده و به دنبال هر یک پاسخ آن را آورده‌است، این رساله می‌تواند اندیشه فیض را- البته به اختصار- دربارهٔ بسیار از مسائلی که او اغلب در رساله‌های خود مطرح کرده آشکارا نشان دهد.
- رسالهٔ مشواق

رساله مشواق؛ موضوع این رساله تبیین تنگناهای سخن گفتن انسانهای عاشق و عارف است، کسانی که در وضعیتهای خاص فکری ناچارند تا اصطلاح‌سازی کرده در قالب تشبیه، استعاره و مجاز و جز آنها مقصود خود را بیان کنند. فیض که احساس کرده در درگیری میان اهل ظاهر و باطن، یکی از موضوعات همین ظواهر سخن عارفان است، خواسته تا با نوشتن فرهنگی برای این مصطلحات، این حربه را از دست اهل ظاهر گرفته به واقع بنیان این انتقاد را بکند که مقصود عارفان از این مصطلحات، ظاهر آنها نیست.

### آثار دیگرش
شافی، نخبه، ندبول، مکاتیب، مفاتیح، تفاسیر، سفینة البحار، ابواب الجنان، علم الیقین، عین الیقین، حق‌الیقین، جلاء العیون، جلاء القلوب، قرة الاصول، شراب طهور، اصول عقاید، اصول اصلیه، بشارة الشیعه، معتصم الشیعه، توحید، تنویر، تشریح، شرائط الایمان، اخوان الصفا، شهر آشوب، دفع بلیات، رفع آفات، معیار ساعات، موارد مختلف، وسیله ابتهال، منتخب فتوحات، منتخب غزلیات، منتخب اوراد، ترجمه طهارة، ترجمه صلاة، ترجمه زکوة، ترجمه حج…، شهاب ثاقب، فهرست علوم، معارف اصول، تعیین حقوق، حقایق و اسرار دین، ثنای معصومین، حقیقت علم و علما، شرح صحیفه سجادیه، رساله ثبوت ولایت، اختلاف مذاهب، تعیین حق، غزلیات، مسمومات، مثنویات، جبر و تفویض، جبر و اختیار، عوامل ملا محسن، اجوبه مسائل، لئآلی، حواشی و ده‌ها کتاب دیگر.

## نمونه شعر
فیض اشعار و غزلیات نغزی نیز دارد و تخلّص شعری او «فیض» بوده‌است. نمونه‌ای از شعر او در ذیل آمده‌است:
| غیر عشق رخ دلدار غلط بود غلط       |  | هرچه کردیم جز این کار غلط بود غلط  |
| هر چه گفتیم و شنیدیم خطا بود خطا   |  | جز حدیث لب دلدار غلط بود غلط       |
| کاش اول شدمی از دو جهان بیگانه     |  | آشنائی به جز آن یار غلط بود غلط    |
| اینکه گفتند وفائی بجهان می‌باشد     |  | ما ندیدیم وفادار غلط بود غلط       |
| یار غمخوار وفادار به جز دوست نبود  |  | هسخن یاری اغیار غلط بود غلط        |
| هوس گلشن فردوس سبک بود سبک         |  | عشوه دنیی غدار غلط بود غلط         |
| ای برادر ز من راست شنو حرف درست    |  | هرچه جز یار و غم یار غلط بود غلط   |
| فیض جز عشق و غم عشق دیگر چیزی نیست |  | کار دیگر به جز این کار غلط بود غلط |